# Déborah Münzer
Déborah Münzer, née le 31 décembre 1979, est une femme politique et personnalité du monde culturel française.

## Biographie

### Études
Née le 31 décembre 1979, Déborah Münzer est titulaire d’un Master of Business Administration (MBA) obtenu en 2004 à l’ESSEC Business School, après avoir suivi une classe préparatoire à Institut privé de préparation aux études supérieures (Ipesup).

### Carrière professionnelle
Après et en parallèle d'un démarrage artistique personnel (comédienne, auteur et metteur en scène), elle travaille dans le secteur culturel pour différentes structures du spectacle vivant, de l'édition de livres, de production de films et de distribution à Paris et à New York.
En 2008, elle crée une entreprise de production de cinéma et audiovisuelle puis travaille pour différentes structures de production en tant que productrice jusqu’au 9 novembre 2018.
En 2020, un film qu'elle co-produit, M de Yolande Zauberman, obtient le César du meilleur film documentaire.
Le 27 mai 2021, elle est nommée au grade de chevalier de l'ordre des Arts et Lettres.
Elle est actuellement directrice de cabinet à la présidence de l'INA (Institut National de l'Audiovisuel).

### Carrière politique
En 2008, elle est élue aux élections municipales et devient maire adjointe à la Culture de la commune de Nogent-sur-Marne dans le département du Val-de-Marne en Île-de-France. Aux élections cantonales de 2011, elle est élue suppléante de Jacques J. P. Martin.
En 2011, elle est élue vice-présidente de la Fédération des Collectivités pour la culture, la FNCC aux côtés de Philippe Laurent, président et maire de Sceaux.
Elle est réélue conseillère municipale en 2014, nommée 4e adjointe au maire, chargée de la culture, de l’événementiel, des loisirs et de l’industrie culturelle et créative. Lors des élections départementales françaises de 2015, elle est élue conseillère départementale du canton de Nogent-sur-Marne,.
Entre 2014 et 2017, elle est la conseillère culture de Nathalie Kosciusko-Morizet,. Elle est son « sésame » afin de lui ouvrir les portes du monde de la culture et de ses acteurs. En 2016, elle est oratrice nationale pour Nathalie Kosciusko-Morizet durant la campagne des primaires. Un clip qu'elle réalise est vu 80 000 fois.
Déborah Münzer se déclare « Je suis une militante de la culture avant d'être une élue de la République. Successivement comédienne, metteur en scène, directrice de production, réalisatrice, et même monteuse ; je me suis engagée en politique pour défendre la culture et l'idée que nous la considérons comme un fait exceptionnel ». Elle exprime ainsi ses réflexions sur la politique culturelle, notamment dans son blog de l'HuffPost. Ainsi en 2015 « Comme beaucoup de Français, c'est parce que je préfère que l’État de droit restreigne mes libertés plutôt que les terroristes ne le fassent, que je souhaite que ceux qui gouvernent aujourd'hui, quelle que soit leur couleur politique, nous aident concrètement à retourner au plus tôt dans les lieux de culture ».
Le 17 juillet 2017, elle est élue — à l'unanimité — présidente de la Fédération nationale des collectivités territoriales pour la culture (FNCC),. À ce titre, elle déclare vouloir « ancrer la création dans les territoires […] refavoriser l’action culturelle […] il est essentiel qu’une création et qu’une œuvre puissent s’incarner dans un territoire […] des politiques plus territorialisées et qu’on sorte de l’idée que la création doit se faire à Paris et que la diffusion se situe en province » et encore « On ne peut pas vouloir une politique culturelle innovante, volontariste, et attribuer mécaniquement des subventions ».
Le 9 novembre 2018, elle est nommée au cabinet du ministre de la Culture Franck Riester, où elle est chargée de l’action territoriale, de l’éducation artistique et culturelle, de l’enseignement supérieur et de la recherche. Elle est ensuite nommée conseillère chargée de la culture, du patrimoine et de la transmission des valeurs républicaines au cabinet de la Ministre déléguée Geneviève Darrieussecq auprès de la Ministre des armées Florence Parly jusqu'au 31 décembre 2020.
Toujours engagée en tant qu'élue locale dans le Val-de-Marne, en juin 2021, elle est réélue lors des élections départementales dans le canton de Nogent sur Marne et devient, en juillet, vice-présidente chargée de la culture, de l'éducation artistique et culturelle, de la vie associative et du tourisme du conseil départemental du Val-de-Marne.

## Production

### Cinéma
- 2018 : M, de Yolande Zauberman, Cesar 2020 du meilleur film documentaire
- 2012 : Je fais feu de tout bois, de Dante Desarthe
- 2012 : 30 beats, de Alexis Lloyd
- 2011 : Picture Paris, court-métrage de Brad Hall, avec Julia Louis-Dreyfus
- 2010 : For Lovers Only, de Michael et Mark Polish, i.e. les Frères Polish
- 2010 : Le Tocard de la fac, court-métrage de Rodolphe Pauly
- 2009 : Bradigane, court-métrage de Rodolphe Pauly

### Vidéos musicales
- 2013 : Baïa de Matthieu Chedid, réalisée par Rodolphe Pauly[26]
- 2012 : Never knew your name de Madness, réalisée par Christian Beuchet
- 2011 : On ne dit jamais assez aux gens qu'on aime qu'on les aime de Louis Chedid, réalisée par Grégoire Sivan
- 2011 : Invincible de Missill, avec Spoek Mathambo, réalisée par Noam Roubah
- 2010 : Jouer dehors de Mademoiselle K, réalisée par Rodolphe Pauly
- 2010 : Tu peux compter sur moi de Louis Chedid, en duo avec Matthieu Chedid, réalisée par Rodolphe Pauly[27]

## Metteur en scène et réalisatrice
Spectacles musicaux
- 2013 : Spectacle Little French Songs de Carla Bruni
- 2013 : Spectacle Circus de Calogero

Théâtre
- 2007 : Car cela devient une histoire de Charlotte Delbo, mise en scène de Noam Morgensztern
- 2006 : White Out de Déborah Münzer, hommage aux victimes du 11 septembre, place du Trocadéro
- 2005 : Trois semaines après le paradis d'Israël Horovitz et Récits de Déborah Münzer, Scène Watteau
- 2002 : Récits proches, adapté des Courtes de Jean-Claude Grumberg, Centre des Bords de Marne